# Jorf
Jorf (arabiska: الجرف) är en stad i Marocko. Den ligger i provinsen Errachidia och regionen Drâa-Tafilalet, 400 km sydost om huvudstaden Rabat. Antalet invånare var 12 302 vid folkräkningen 2014.